# Stazione di Ostuni
Stazione di Ostuni vasútállomás Olaszországban, Puglia régióban, Ostuni településen.

## Vasútvonalak
Az állomást az alábbi vasútvonalak érintik:
- Ancona–Lecce-vasútvonal

## Kapcsolódó állomások
A vasútállomáshoz az alábbi állomások vannak a legközelebb: 
- Stazione di Cisternino
- Stazione di Carovigno